# Alice Colin
Alice Colin (Sint-Jans-Molenbeek, 8 april 1878 - Knokke, 11 juli 1962) was een schilder van interieurs van kerken.

## Biografie
Colin werd geboren als Alice Nathalie Marguérite Vander Elst. Zij was de dochter van Pieter Vander Elst, bureelhoofd en Marie van Dooren. Op 12 augustus 1899 trouwde zij met André Colin en nam zij zijn achternaam aan.
Zij volgde eerst een opleiding tot onderwijzeres. Vanaf 1908 publiceerde zij gedichten en korte verhalen in het Frans, ze schreef ook toneelstukken. Ook publiceerde zij een boek, Le sac de Dinant en 1914: Récits scrupuleusement authentiques et rigoureusement contrôlés des atrocités commises au cours des 21-22-23-24 août 1914, over de wreedheden die daar plaatsvonden op 21 t/m 24 augustus 1914. De Duitsers executeerden in totaal 674 inwoners van Dinant. Het boek verscheen ook in het Engels.
Maar vooral schilderde Colin. In 1930 werkte ze in de zomer in haar atelier in Heist en in de winter in Brugge. Zij exposeerde veelvuldig, onder andere op de volgende locaties:
- 1925 in Galerie Flandria, Gent
- 1926 in Galerie San Salvador, Brugge
- 1927 in Royal, Brussel
- 1928 in La Concorde, Antwerpen
- 1928 in Galeries du Studio (Isy Brachot), Brussel
- 1929 in Les Beaux Arts, Brussel
- 1929 in Galerie A.M. Reitlinger, Parijs
- 1930 in Galerie d’Arts, Brussel
- 1931 in Galerie du Studio, Brussel.

Een van haar onderwerpen was het kerkinterieur, maar zij schilderde ook landschappen.